# Ophelina groenlandica
Ophelina groenlandica är en ringmaskart. Ophelina groenlandica ingår i släktet Ophelina och familjen Opheliidae. Inga underarter finns listade i Catalogue of Life.